# Upyr

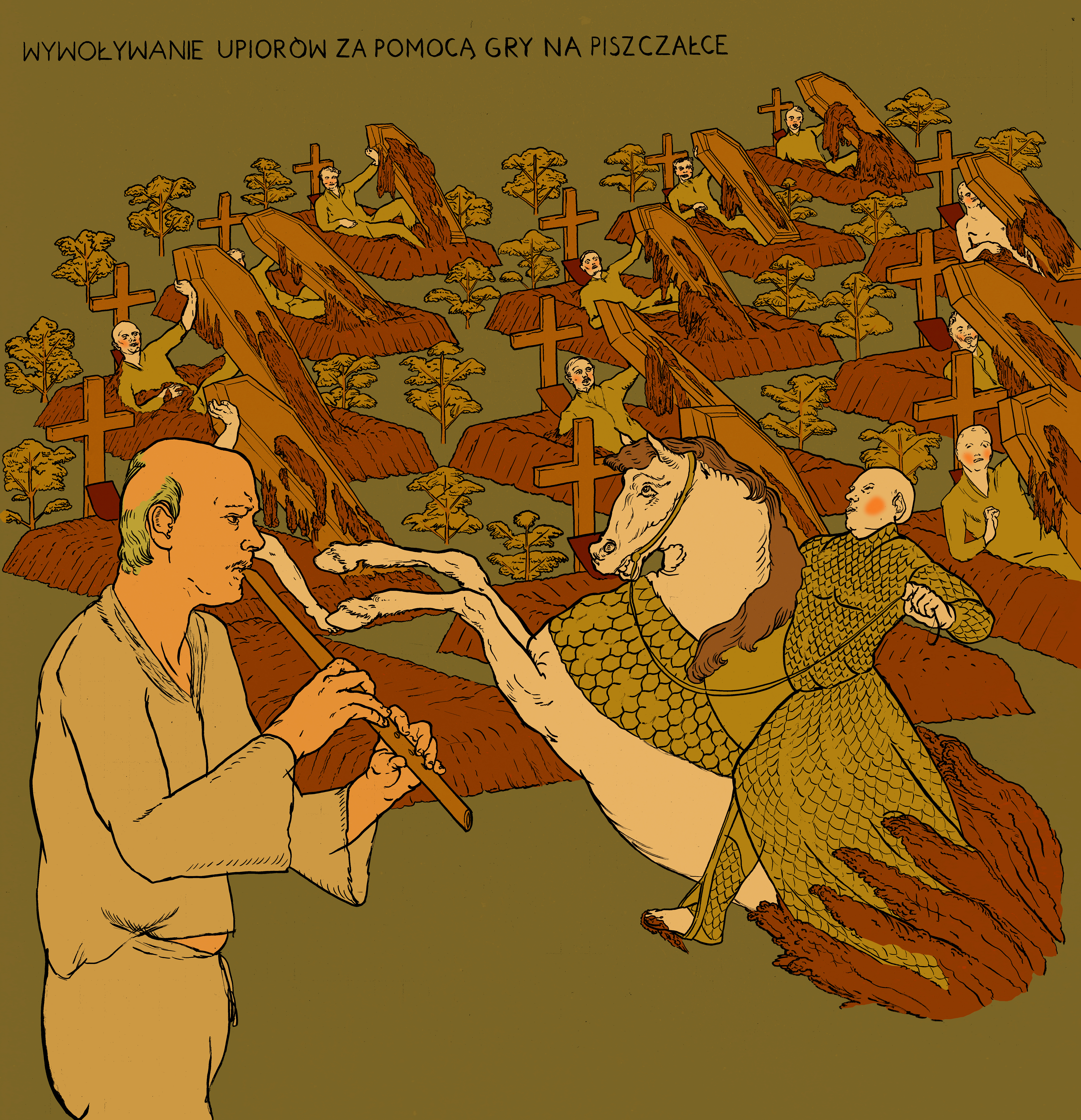
Upyre werden durch ein Pfeifenspiel beschworen. (Illustration von Maciej Sieńczyk)

Upyr (russisch Упырь) ist eine untote Gestalt aus der slawischen Mythologie.

## Allgemeine Eigenschaften
Laut dem Volksglauben entstanden Upyre aus einer Verbindung einer Hexe mit einem Teufel oder einer Hexe mit einem Werwolf. Andere Erklärungen für die Entstehung von Upyren besagen, dass sie Selbstmörder waren oder durch einen starken Steppenwind starben.
Nach dem Tod sollen Upyre sich aus dem Grab erhoben, in das Gebiet, in dem sie gelebt haben, zurückgekehrt sein und das Blut von Menschen getrunken haben. Upyre haben zwei Seelen und können deshalb, selbst wenn sie sterben, noch laufen, weil nur eine Seele sie verlässt und die andere bei ihnen bleibt. Über dem Knie oder auf dem Rücken sollen Upyre ein Loch haben, durch das ihre Seele fährt.
Äußerlich sollen Upyre in ihrer üblichen Form einen starken Körperbau und ein rotes oder blaues Gesicht haben und einen schwarzen Umhang tragen. Man soll einen Upyr auch daran erkennen können, dass er jeweils sechs Finger und Zehen hat. Sie können auch auf Pferden reiten und in Gestalt von Kindern und Tieren erscheinen.
Upyre sollen über Friedhöfe geflogen, auf Kreuzen gesessen und Lärm gemacht und dadurch nächtliche Passanten erschreckt haben. Beim Krähruf der Hähne verschwanden sie wieder. Die Menschen brachten Albträume, Seuchenepidemien, Dürren und Ernteausfälle mit den Taten der Upyre in Verbindung.
Um sich vor dem Upyr zu schützen, warf man eine Handvoll Mohnblumen in sein Grab. Wenn jemand einen Upyr loswerden wollte, musste er ihn dreimal um das Dorf oder die Stadt herumlaufen lassen, damit er aufhört zu wandeln. Man glaubte, dass man die Brust eines Upyr mit einem Espenpflock durchbohren musste und er dann nie wieder Schaden anrichten würde. Der endgültige Tod des Upyr soll mehrere Tage dauern. Sobald er stirbt, soll sich ein schwerer Wirbelsturm erheben oder ein starker Regenguss fallen, und dann würden die Teufel seine Seele nehmen und sie in die Hölle tragen.

## Vorfall von Kamjanez-Podilskyj

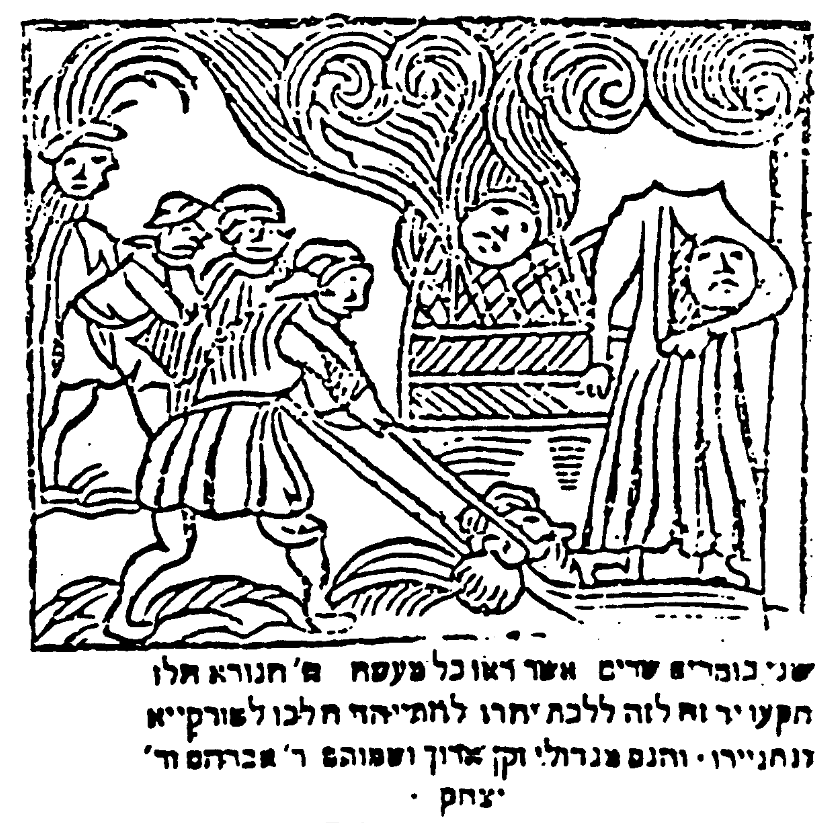
Mikołaj Dembowski, der posthum als Upyr anerkannt und exhumiert wurde, wandelt nach seiner Enthauptung weiter umher und wird eingeäschert (Kupferstich von Jacob Emden, 1758)

Im Oktober 1757 verkündete Mikołaj Dembowski, der Bischof von Kamjanez-Podilskyj, zugunsten der Frankisten seine Entscheidung, den Talmud als wertlos und korrupt zu verurteilen und gab den Befehl, seine Kopien auf dem Stadtplatz zu verbrennen, was ein beispielloses Ereignis in Polen war. Es endete im folgenden Monat mit Dembowskis plötzlichem Tod und in Kamjanez brach eine Pest aus.
Einige Legenden über Dembowskis Tod sind erhalten geblieben. Sein Geist soll die Priester heimgesucht haben, die seinen Körper exhumierten und ihm mit einem Spaten den Kopf abschlugen. Trotzdem hielt die Pest an und Dembowski tauchte mit dem Kopf unter dem Arm wieder auf, bis sein Körper an derselben Stelle verbrannt wurde, an der der Talmud verbrannt worden war. Bischof Dembowskis Tod wurde als Wunder biblischen Ausmaßes angesehen. Laut jüdischen Quellen glaubten selbst die christlichen Priester von Kamjanez, dass sein Tod eine Strafe für die Verbrennung des Talmuds gewesen sei.